# Lorenz Gyömörey
Lorenz Gyömörey, geborener Laurentius Maria Anton Georg Otto Constantin Maximilian Gyömörey (* 22. Jänner 1931 in Graz; † 24. Dezember 1989 in Chalandri, Athen) war ein österreichisch-ungarischer Priester, Übersetzer und Autor.

## Leben
Seine Mutter Georgine Adalberta Helene Eduarda geb. Almásy (geb. 25. September 1894 in Graz, St. Leonhard) entstammte dem ungarischen Adel. Ihr Bruder László Almásy war Pilot und ging als Vorlage für den Roman Der englische Patient in die neuere Literatur- und Filmgeschichte ein. Der Vater Anton Gyömörey (geb. am 1. Mai 1881 in Mährisch Weißkirchen) war Offizier, die Familie wohnte zeitweise auf Burg Bernstein im Burgenland. In einem Seitengebäude der Burg verbrachte Lorenz Gyömörey einen Teil seiner Kindheit. Da die landadelige Familie für ihre Treue zum Kaiserhaus und ihr Festhalten am Katholizismus bekannt war, musste sie nach dem „Anschluss“ 1938 nach Kőszeg in Ungarn flüchten, wo Lorenz Gyömörey ein Gymnasium der Benediktiner besuchte. Die Familie kehrte unmittelbar nach Kriegsende nach Österreich zurück. Die Matura legte er am 18. Februar 1949 am Bundesgymnasium in Mattersburg ab. In der Zeit danach erschienen erste Artikel im burgenländischen St. Martins-Boten. Am 18. Oktober 1949 erfolgte die Inskription im Studienfach Theologie. Zehn Jahre danach erfolgte eine Inskription im Studienfach Philosophie.
Die Priesterweihe am 29. Juni 1954 erfolgte durch Kardinal Theodor Innitzer. Ab dem 1. September 1954 wirkte er als Kaplan in der Pfarre Wildendürnbach, NÖ. 1957/58 war er leitender Redakteur der hektografierten Monatszeitschrift Fiatalok Foruma in ungarischer Sprache, die von der Ungarn Jugendhilfe des Österreichischen Bundesjugendringes herausgegeben wurde.
Ende Jänner 1958 setzte ein Dienstverhältnis in der „Intellektuellen-Hilfe“ der Caritas der Erzdiözese Wien ein.
Im Zuge der ungarischen Revolution reiste er vielfach nach Budapest und andere Orte, um Hilfsaktionen zu organisieren und als Journalist über die Lage zu berichten. Etliche Artikel erschienen Ende 1956 in der Zeitschrift Wir. Österreichs Junge Bewegung. Von 1954 bis 1974 war er in der Seelsorge der Erzdiözese Wien tätig, Sekretär des Internationalen Kulturzentrums in der Annagasse 20 (Palais Erzherzog Carl, heute Haus der Musik), 1956 seelsorgerische Betreuung der aus Ungarn geflüchteten Mittelschüler und Studenten, ebenso 1968 zusammen mit Leopold Ungar für die aus der CSSR geflüchteten Schüler und Studenten.
Er wohnte in seiner Wiener Zeit im Sacre Coeur am Rennweg 3, veranstaltete hier Diskussionsrunden und Aussprachen, wobei Prälat Leopold Ungar, Friedrich Heer, György Sebestyén, Anton Pelinka, Alfred Payerleitner und Ursula Pasterk zu seinen Gästen gehörten. Eine lebenslange Freundschaft entwickelte sich zu Michael Guttenbrunner und dessen Frau Winnetou.
Lorenz Gyömörey verfasste Drehbücher für vier ORF-Dokumentationen.
Er reiste seit Beginn der 1960er Jahre nach Griechenland und erwarb 1966 ein kleines Bauernhaus auf der Kykladeninsel Amorgos nahe dem Hafen Katapola. In der Zeit der griechischen Militärjunta verfügte er über gute Kontakte zum griechischen Widerstand um Georgios Mavros. Diesem dürfte er auch Hilfsgelder der SPÖ unter Bruno Pittermann zukommen haben lassen. Lorenz Gyömörey half zahlreichen bedrängten Menschen, er reiste 1974 im Zuge der dortigen politischen Krise nach Zypern und verfasste im Auftrag der Katholischen Kirche Österreichs einen Menschenrechtsbericht. In Athen erlebte er 1974 das Ende der Junta. Dies fiel zeitlich zusammen mit einer Maßregelung durch Kardinal Franz König aufgrund der ORF-Dokumentation über die Kirchensteuer. Daraufhin übersiedelte Lorenz Gyömörey endgültig nach Griechenland und lebte fortan in Athen und Amorgos. Hier setzte er seine Studien über das Land, seine Menschen und seine Literatur fort. Nach dem bereits 1970 publizierten Buch Griechenland. Ein europäischer Fall mit einem Vorwort von Friedrich Heer folgte Auf den Spuren der Mütter. Lorenz Gyömörey übersetzte Gedichte von Giorgos Seferis, Odysseas Elytis und Konstantinos Kavafis ins Deutsche, ebenso die Selbstbekenntnisse des Generals Makrygiannis unter dem Titel Wir, nicht ich. Aus dem Ungarischen ins Griechische übersetzte er unter anderem die Memoiren von András Hegedüs. Zudem wirkte er als Konsulent bei der Übersetzung von Hölderlins Hyperion ins Griechische.
Seine letzte Ruhestätte fand Lorenz Gyömörey in der Priestergruft des katholischen Friedhofs Hieraklion in Athen.

## Werke

### Film (Drehbücher)
- Aufbruch in der Kirche 1969 (ORF; Regie Imre Lazar)
- Altsein in Österreich (ORF; Regie: Robert Dornhelm)
- Klosterschulenreport 1970 (ORF; Regie: Robert Dornhelm)
- Kirchensteuerreport 1970 (ORF; Regie: Robert Dornhelm)